# Alfred Tepe

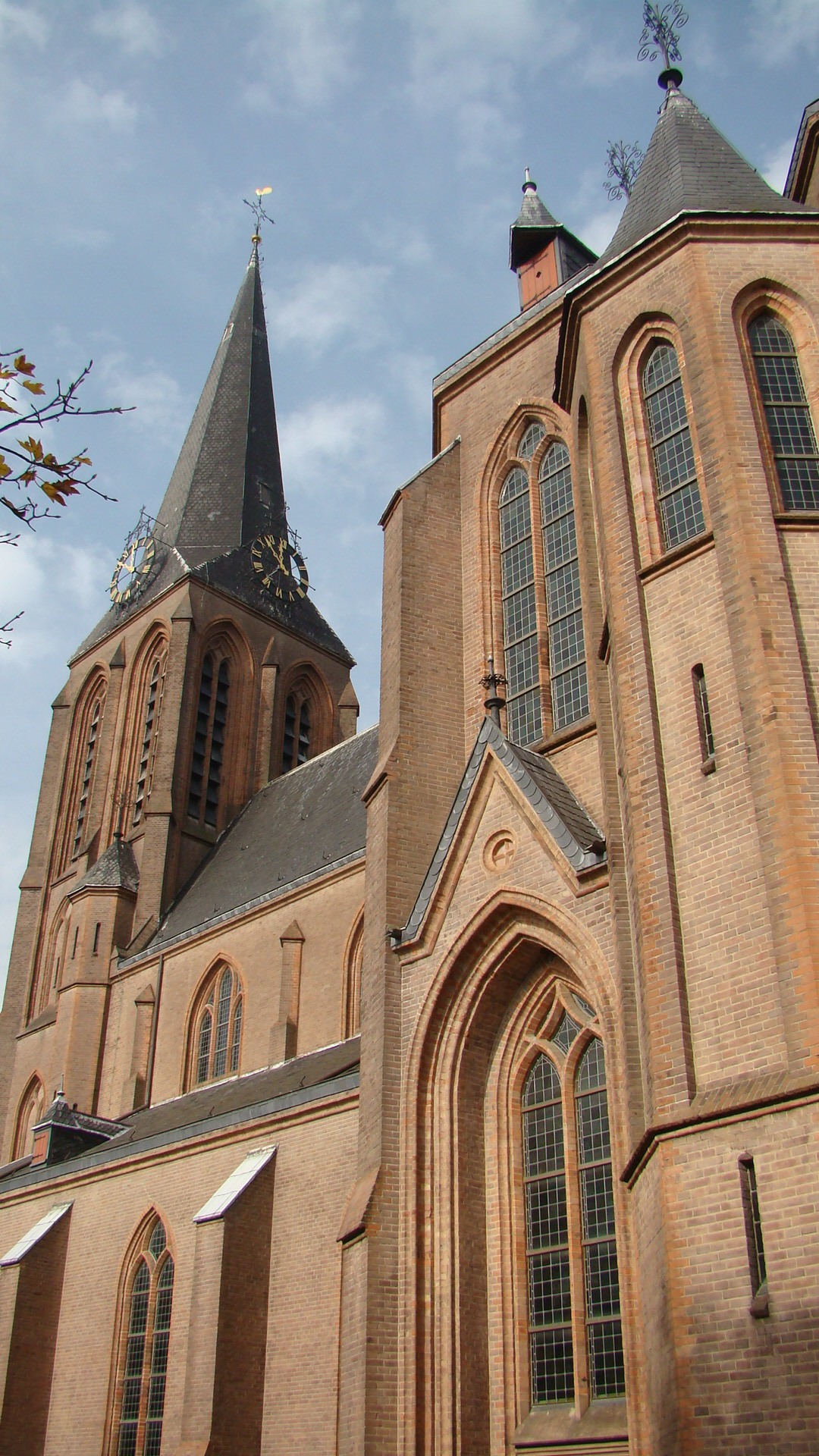
Église Saints-Côme-et-Damien d'Abcoude conçue par Tepe.

Wilhelm Victor Alfred Tepe, né à Amsterdam le 24 novembre 1840 et mort à Düsseldorf le 23 novembre 1920, est un architecte néerlandais, spécialisé dans l'architecture sacrée néo-gothique. C'était l'architecte le plus important dans ce domaine après Cuypers. De nombreuses églises ont été construites conformément à sa conception, en particulier dans l'archidiocèse d'Utrecht.

## Biographie
Alfred Tepe naît à Amsterdam dans la famille d'un marchand de tissus allemand installé aux Pays-Bas. Il étudie l'architecture de 1861 à 1864 à la Bauakademie de Berlin, mais il est mécontent de la formation qui est principalement axée sur le classicisme. Pendant son temps libre, il  étudie donc l'œuvre de Viollet-le-Duc, expert français inégalé de l'architecture gothique. De 1865 à 1867, Tepe travaille à Cologne pour Vincenz Statz, l'un des principaux architectes du néogothique en Allemagne. Il est notamment impliqué dans la restauration de la cathédrale de Cologne.
En 1867, Tepe retourne à Amsterdam, où il travaille brièvement avec un architecte du nom d'Ouderterp. Il se marie en 1870 avec Maria Josepha Savels qui lui donnera deux fils, puis il s'installe à Utrecht en 1872 , où il devient l'un des principaux protagonistes de la guilde St. Bernulphus, groupe d'ecclésiastiques et d'artistes catholiques qui aspiraient à faire revivre les traditions et l'artisanat nationaux dans l'art sacré et l'architecture sacrée. L'art médiéval du Rhin et des Pays-Bas y est encouragé, avec toujours l'utilisation de la brique et des matériaux du cru.
Entre 1871 et 1905, Tepe construisit environ soixante-dix églises, bâties en brique avec peu d'utilisation de la pierre naturelle ; elles sont édifiées sur le modèle des églises du gothique tardif de Basse-Rhénanie des XVe et XVIe siècles. L'intérieur est la plupart du temps confié à des artistes en conformité avec les conceptions de la guilde, comme surtout le sculpteur et peintre Friedrich Wilhelm Mengelberg. Jusqu'en 1882 environ, Tepe a presque le monopole de la conception de nouvelles églises catholiques de la région centrale de l'archidiocèse d'Utrecht. C'est seulement après la mort de Mgr Schaepman  que d'autres architectes d'églises obtiennent la possibilité d'exercer leurs talents dans cette région. Outre les bâtiments d'église, Tepe conçoit aussi des édifices reliés d'une manière ou d'une autre à l'Église catholique, comme presbytères, monastères, écoles ou orphelinats catholiques. Ainsi l'imposant orphelinat Saint-Jérôme d'Utrecht (1875-1877) en est un exemple remarquable.
Vers 1900, Tepe construit également des églises en Allemagne. En 1905, alors que ses commandes sont au point mort aux Pays-Bas, il s'installe à Düsseldorf où il meurt en 1920, un jour avant son quatre-vingtième anniversaire.

## Style

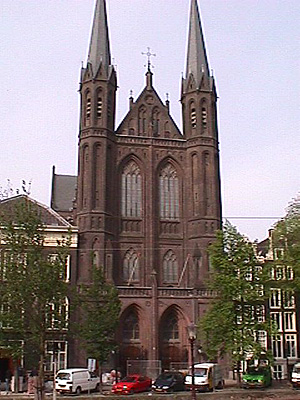
Église Saint-François-Xavier d'Amsterdam.

Tepe est, en tant qu'architecte principal de la guilde St. Bernulphus, le concepteur d'une tendance néo-gothique clairement reconnaissable, reprise notamment par JW Boerbooms et poursuivie par Wolter te Riele. Le style néo-gothique de cette «école d'Utrecht», fortement inspirée du gothique du Bas-Rhin, est clairement différent de celui de «l'école d'Amsterdam», beaucoup plus innovante autour de Cuypers. Là où, pour Cuypers, le gothique n’est que le point de départ d’une nouvelle architecture, pour Tepe le gothique, et en particulier la variante de Basse-Rhénanie, est sa seule inspiration pour sa conception d’église. Les églises de Tepe se caractérisent par un style simple presque toujours à trois nefs et élevé, avec si possible une haute tour ouest, même pour les très petites églises. L'extérieur est généralement dépouillé d'ornements, à l'exception des balustrades typiques du Rhin, et il est décoré de niches et de pinacles ornés en façade. Il utilise très rarement les arcs-boutants. 
Contrairement à Cuypers, le travail de Tepe montre peu de changement de style. Néanmoins, quatre phases peuvent être distinguées dans sa carrière. Au cours de la première phase, qui a duré de 1871 à 1876, il a développé son style et a essayé différents types d’églises. La seconde phase, de 1876 à 1890, utilise davantage les ornements. Entre 1890 et 1900, Tepe expérimente des fondations plus concentrées, notamment sous la forme d'églises-halle. L'église Saint-Martin de Bilk, en Allemagne, construite en 1893 et détruite en 1945, en constitue un exemple remarquable. La quatrième phase, après 1900, montre un retour aux conceptions précédentes. Tepe a appliqué un style néo-gothique légèrement différent à son travail en Allemagne, utilisant régulièrement la pierre naturelle. Son église à Bawinkel est même composée en grande partie de grès.

## Œuvres principales

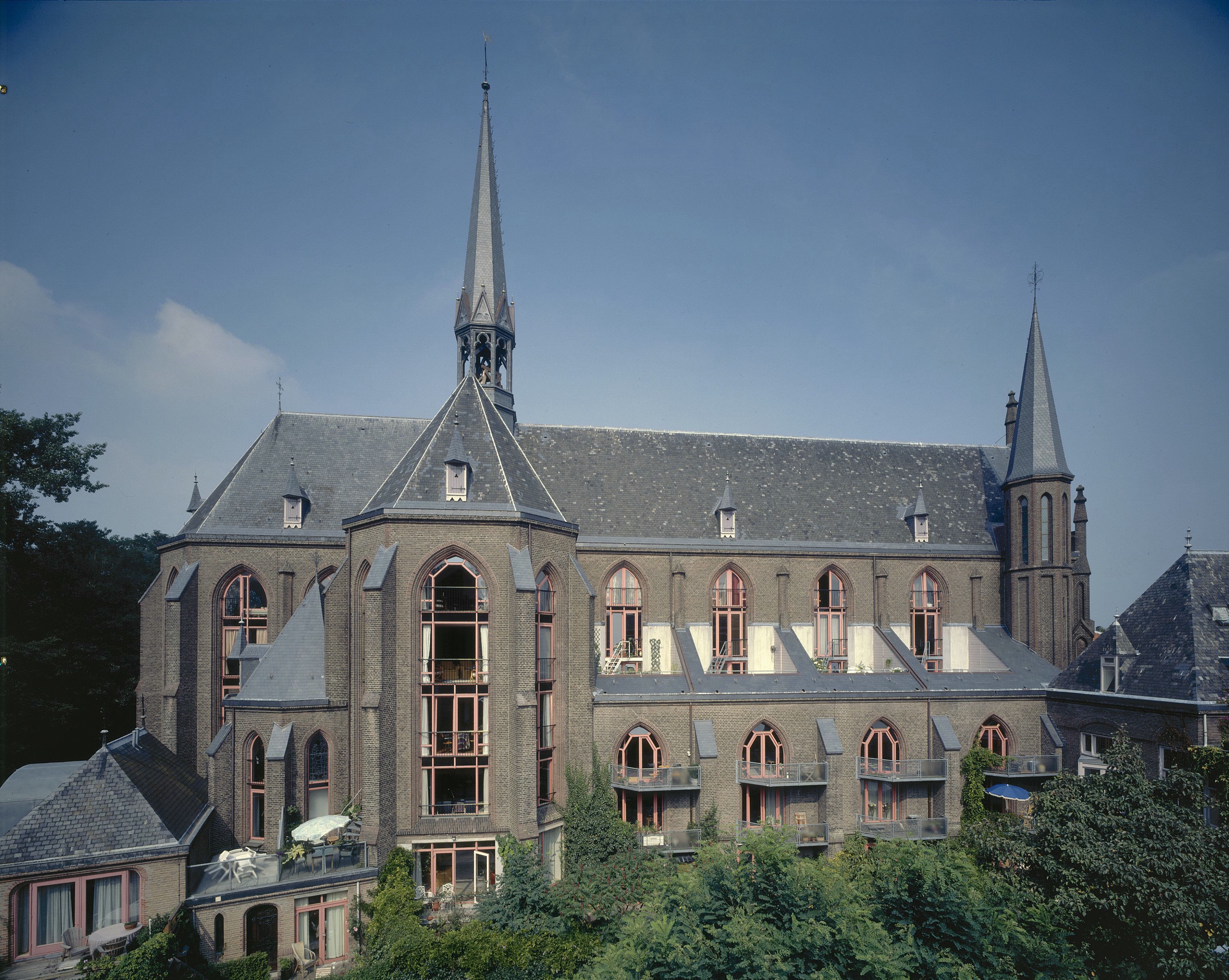
Église Saint-Martin d'Utrecht.

- 1874-1875 Jutphaas: église Saint-Nicolas
- 1874-1876 Arnhem: église Saint-Martin
- 1875-1877 Utrecht: orphelinat Saint-Jérôme
- 1876-1877 Utrecht: église Saint-Willibrord
- 1876-1877 Beesd: église de la Sainte-Croix
- 1878-1879 Schalkwijk: église Saint-Michel
- 1880-1881 Harlingen: église Saint-Michel
- 1881-1883 Amsterdam: église Saint-François-Xavier (De Krijtberg )
- 1881-1883 Schagen: église Saint-Christophe
- 1885-1887 IJsselstein: basilique Saint-Nicolas
- 1891-1892 Raalte: église de l'Exaltation-de-la- Croix
- 1898 Neede: église Sainte-Cécile (démolie en 1951)
- 1899 Everdingen: église Saint-Pierre-et-Saint-Paul
- 1899-1901: Utrecht: église Saint-Martin (transformée en appartements)
- Bredevoort, église Saint-Georges
- 's-Heerenberg, église Saint-Pancrace
- Kilder, église Saint-Jean
- Wijnbergen, école primaire avec un pignon saisissant
- Zevenaar, tour de l'église Saint-André

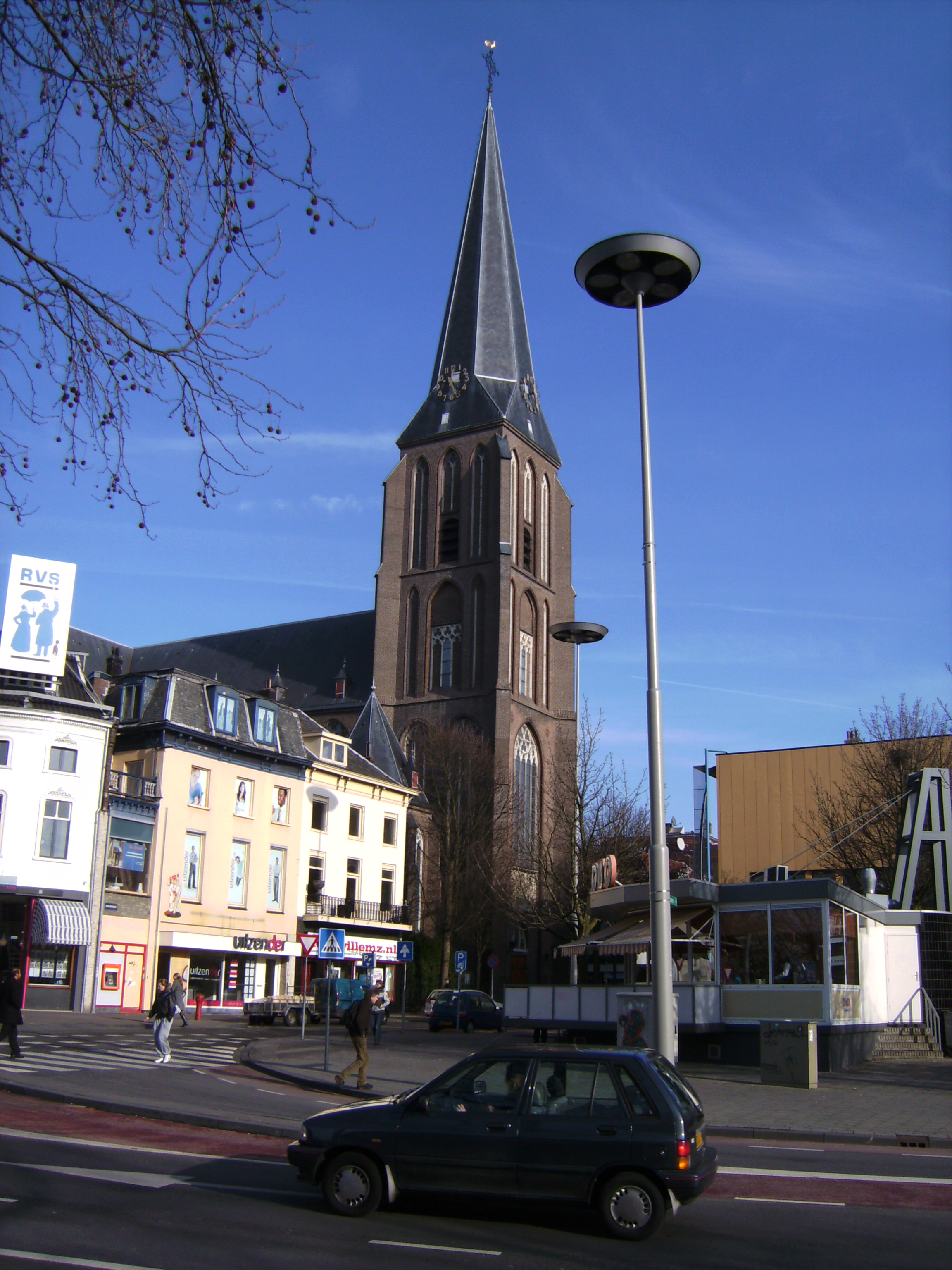
Église Saint-Martin d'Arnhem
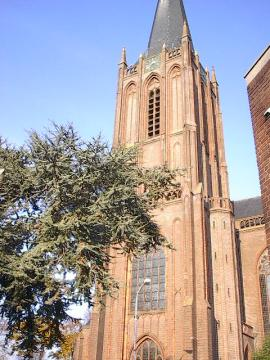
Église de l'Exaltation-de-la-Croix de Raalte
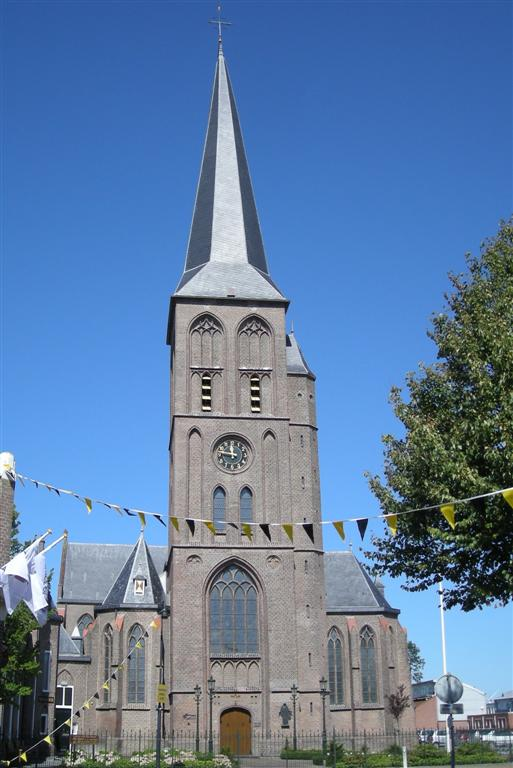
Église Saint-Werenfried de Workum
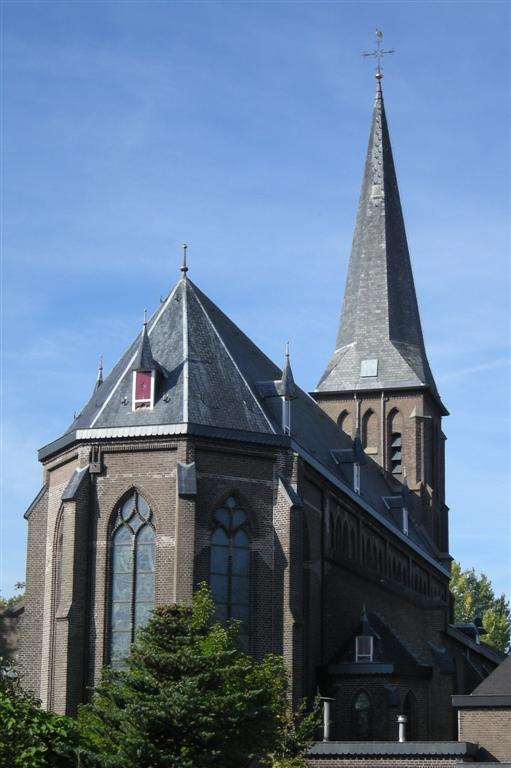
Église Saint-Ludgerus de Balk
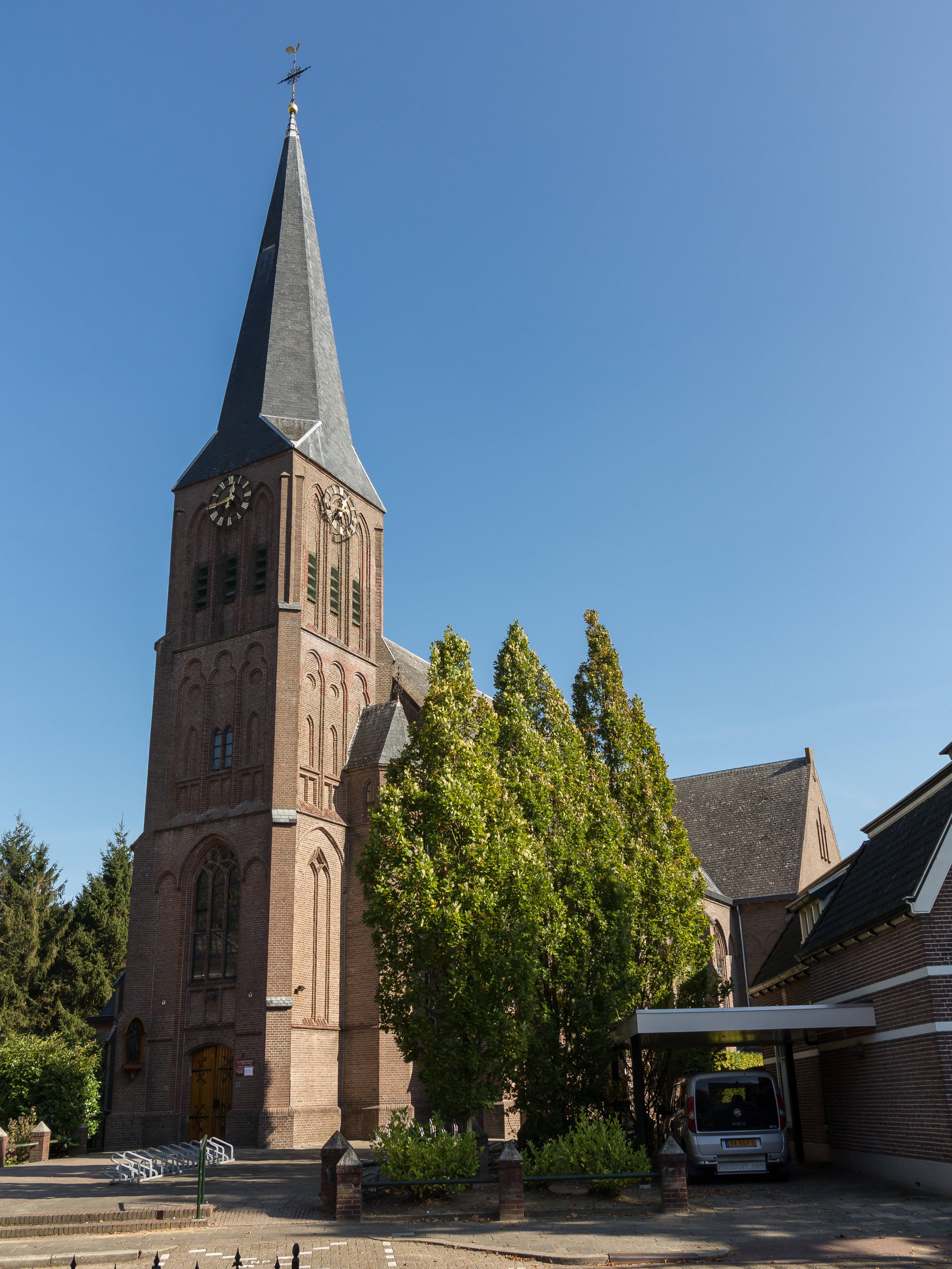
Église Saint-Nicolas d'Hellendoorn
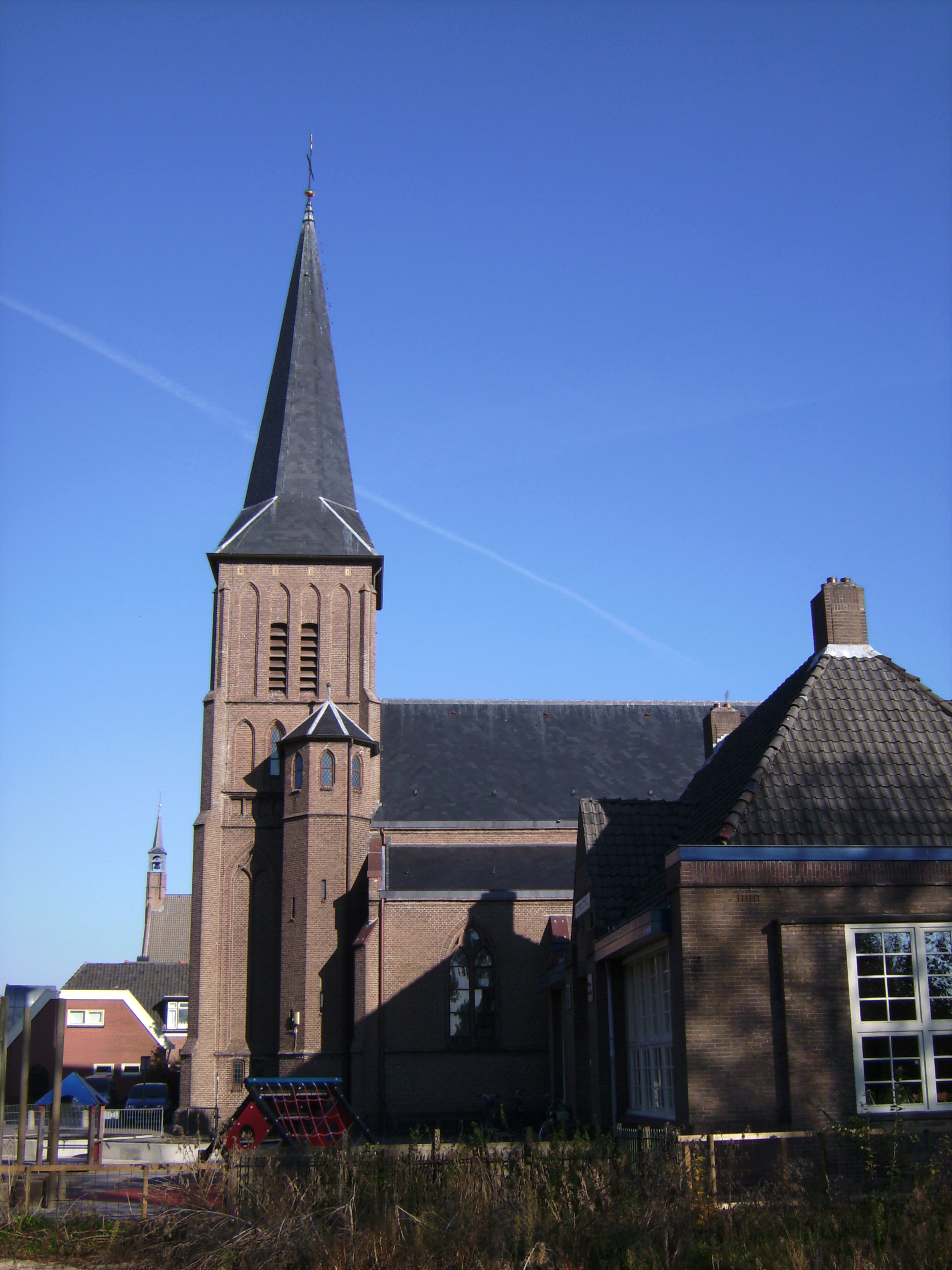
Église Saint-Clément de Steenwijk
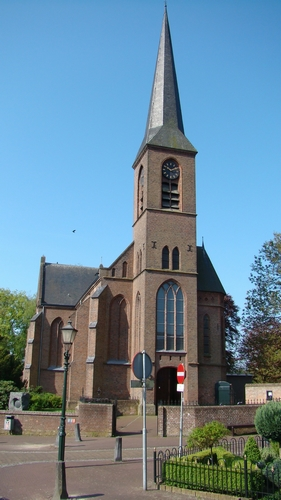
Église Saint-Georges de Bredevoort
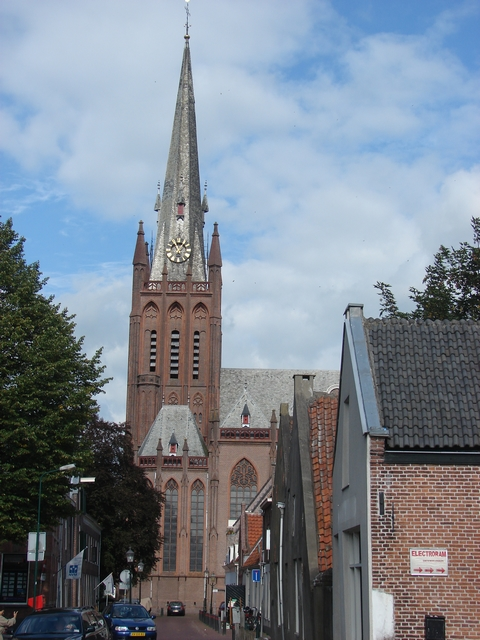
Basilique Saint-Nicolas d'IJsselstein
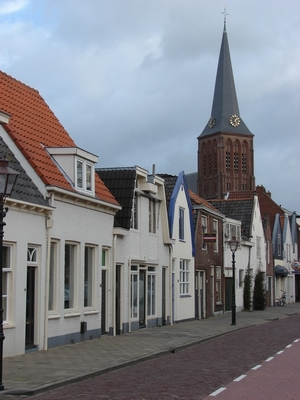
Église du Sacré-Cœur de Maarssen
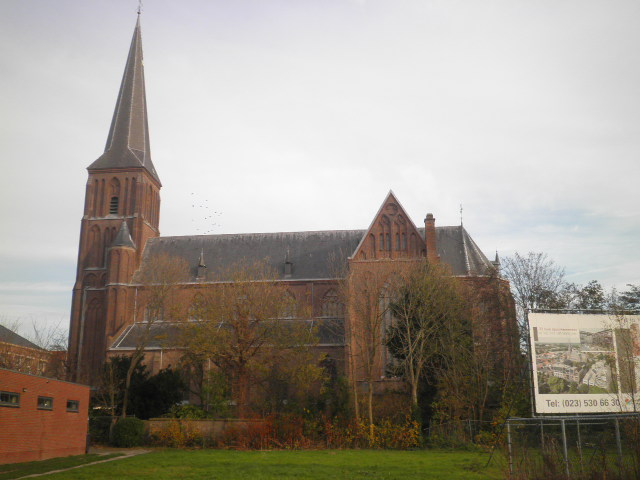
Église Saint-Christophe de Schagen